# Charixene
Charixene, som levde under 400-talet f.Kr., var en grekisk musiker. 
Hon var verksam som professionell flöjtspelare.  Hon var också kompositör och poet, och skrev erotiska sånger och musik för blåsinstrument.  Som musiker och konstnär omtalas hon med respekt och erkännande: Eustathios räknar till exempel upp henne vid sidan av andra respekterade kvinnlig poeter som Sapfo och Korinna.  Som privatperson blev hon däremot förlöjligad som ointelligent och naiv av komiska poeter, och hennes namn blev ett proverbialt uttryck för dumhet.